# Франтішек Свобода
Франтішек Свобода (чеськ. František Svoboda, нар. 5 серпня 1906, Відень — нар. 6 липня 1948) — чехословацький футболіст, що грав на позиції нападника.
Насамперед відомий виступами за клуб «Славія» і національну збірну Чехословаччини.

## Клубна кар'єра
Франтішек Свобода почав кар'єру в клубі «Рапід» з празького району Виногради. Звідти 1926 року він перейшов у «Славію». У складі цієї команди вісім разів перемагав у національному чемпіонаті та п'ять — в кубку Богемії. Був володарем та фіналістом кубка Мітропи. 1935 року він став найкращим бомбардиром чемпіонату, забивши 27 голів. А всього за «Славію», лише в національній лізі, Франтішек Свобода 104 рази вражав ворота команд суперника. А загалом у складі клубу зіграв 479 матчів і забив 381 гол. Забив 18 голів (у 37 матчах) у дербі проти «Спарти» і за цим показником поступається лише Біцану, у якого 35 голів.
1930 року Свобода ледь не перейшов в стан головного суперника «Славії», клубу «Спарта»: Франтішек склав договір з цим клубом у письмовій формі, що, не продовживши контракт зі «Славією», він перейде в стан «Спарти», якщо та погодиться виплатити йому 100 тис. крон. Також у цьому документі містився пункт, що якщо угода не відбудеться, то клуб виплатить йому 50 тис. крон. Угода так і не відбулася, однак і виплата неустойки гравцеві також не була зроблена. 
Завершив кар'єру Свобода в клубі «Вікторія» (Жижков) у 1941 році від лейкемії.

## Виступи за збірну
В збірній Чехословаччини Свобода дебютував 6 червня 1926 року в матчі з командою Угорщини, в якому його команда програла 1:2, а сам Франтішек вийшов на заміну на 46 хвилині зустрічі замість Отто Флейшманна. А в другому своєму матчі, 2 січня 1927  року зі збірною Бельгії забив два голи, а його команда перемогла 3:2. 1934 року він поїхав у складі національної команди на чемпіонат світу, де чехословаки зайняли друге місце, а сам Свобода забив на турнірі гол у ворота збірної Швейцарії. Останній матч за збірну Франтішек провів 15 травня 1937 року з Шотландією. Всього за національну команду Свобода провів 43 матчі та забив 22 голи.
Помер 6 липня 1948 року на 42-му році життя.

## Титули і досягнення

### Командні
- Чемпіон Чехословаччини (8):

«Славія»: 1929, 1930, 1931, 1933, 1934, 1935, 1937, 1940
- Володар Кубка Мітропи (1):

«Славія»: 1938
- Володар кубка Середньої Чехії (5):

«Славія»: 1927, 1928, 1930, 1932, 1935
- Віце-чемпіон світу: 1934

### Особисті
- Найкращий бомбардир Чемпіонату Чехословаччини:1935 (27 голів)

## Статистика
Статистика виступів в офіційних матчах:
| Сезон             | Команда           | Чемпіонат         | Чемпіонат | Чемпіонат | Кубок Мітропи | Кубок Мітропи | Кубок Мітропи | Збірна | Збірна |
| Сезон             | Команда           | Ліга              | Ігри      | Голи      |               | Ігри          | Голи          | Ігри   | Голи   |
| ----------------- | ----------------- | ----------------- | --------- | --------- | ------------- | ------------- | ------------- | ------ | ------ |
| 1925/26           | «Славія»          | Д-1               | 3         | 3         | —             | —             | —             | —      | —      |
| 1926/27           | «Славія»          | Д-1               |           | 2         | —             | —             | —             | 5      | 3      |
| 1927/28           | «Славія»          | Д-1               |           | 5         | 1/2           |               |               | 6      | 4      |
| 1928/29           | «Славія»          | Д-1               |           | 4         | 1/4           |               |               | 3      | 2      |
| 1929/30           | «Славія»          | Д-1               |           | 13        | Фін.          | 6             | 0             | 9      | 4      |
| 1930/31           | «Славія»          | Д-1               | 12        | 13        | 1/4           |               |               | 5      | 2      |
| 1931/32           | «Славія»          | Д-1               |           | 8         | 1/4           |               |               | 5      | 3      |
| 1932/33           | «Славія»          | Д-1               |           | 5         | 1/2           | 4             | 3             | 2      | 1      |
| 1933/34           | «Славія»          | Д-1               |           | 5         | 1/4           |               |               | 4      | 2      |
| 1934/35           | «Славія»          | Д-1               |           | 27        | 1/8           |               |               | 1      | 0      |
| 1935/36           | «Славія»          | Д-1               |           | 1         | 1/4           |               |               | 1      | 0      |
| 1936/37           | «Славія»          | Д-1               |           | 16        | 1/4           |               |               | 2      | 1      |
| 1937/38           | «Славія»          | Д-1               |           | 2         | 1/8           |               |               | —      | —      |
| 1938/39           | «Славія»          | Д-1               | 0         | 0         | Пер.          |               |               | —      | —      |
| 1939/40           | «Славія»          | Д-1               |           | 0         | 1/4           |               |               | —      | —      |
| Усього за кар'єру | Усього за кар'єру | Усього за кар'єру |           | 104       | —             |               |               | 43     | 22     |

Статистика забитих голів у збірній:
| №  | Дата              | Місто   | Суперник  | Рахунок | Голи     |
| -- | ----------------- | ------- | --------- | ------- | -------- |
| 2  | 2 січня 1927      | Льєж    | Бельгія   | 3 : 2   | 22', 78' |
| 4  | 24 квітня 1927    | Прага   | Угорщина  | 4 : 1   | 37'      |
| 8  | 23 жовтня 1927    | Прага   | Італія    | 2 : 2   | 32', 51' |
| 9  | 28 жовтня 1927    | Прага   | Югославія | 5 : 3   | 19', 68' |
| 12 | 3 березня 1929    | Болонья | Італія    | 2 : 4   | 40'      |
| 13 | 17 березня 1929   | Прага   | Австрія   | 3 : 3   | 80'      |
| 15 | 8 вересня 1929    | Прага   | Угорщина  | 1 : 1   | 4'       |
| 17 | 6 жовтня 1929     | Прага   | Швейцарія | 5 : 0   | 36'      |
| 20 | 23 березня 1930   | Прага   | Австрія   | 2 : 2   | 57'      |
| 23 | 14 червня 1930    | Прага   | Іспанія   | 2 : 0   | 83'      |
| 27 | 22 березня 1931   | Прага   | Угорщина  | 3 : 3   | 35', 45' |
| 30 | 15 листопада 1931 | Рим     | Італія    | 2 : 2   | 55', 83' |
| 32 | 22 травня 1932    | Прага   | Австрія   | 1 : 1   | 55'      |
| 35 | 22 травня 1933    | Прага   | Франція   | 4 : 0   | 59'      |
| 36 | 25 березня 1934   | Коломб  | Франція   | 2 : 1   | 37'      |
| 37 | 31 травня 1934    | Турин   | Швейцарія | 3 : 2   | 23'      |
| 42 | 21 лютого 1937    | Прага   | Швейцарія | 5 : 3   | 44'      |